# Radíč
Radíč är en ort i Tjeckien. Den ligger i regionen Mellersta Böhmen, i den centrala delen av landet, 40 km söder om huvudstaden Prag. Radíč ligger 303 meter över havet och antalet invånare är 211.
Terrängen runt Radíč är huvudsakligen lite kuperad. Radíč ligger nere i en dal. Runt Radíč är det ganska tätbefolkat, med 160 invånare per kvadratkilometer. Närmaste större samhälle är Dobříš, 19,4 km väster om Radíč. Omgivningarna runt Radíč är en mosaik av jordbruksmark och naturlig växtlighet.

## Galleri

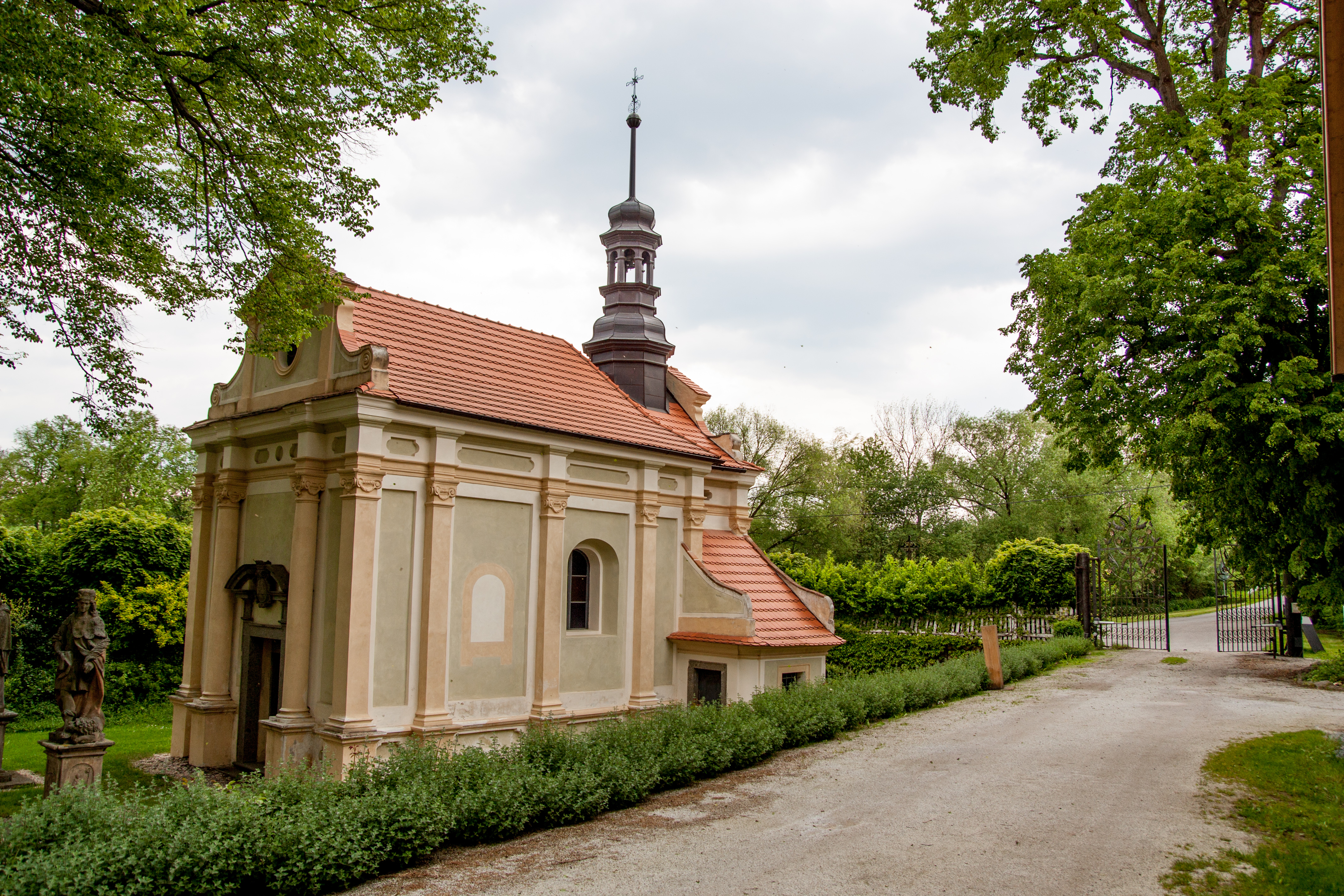
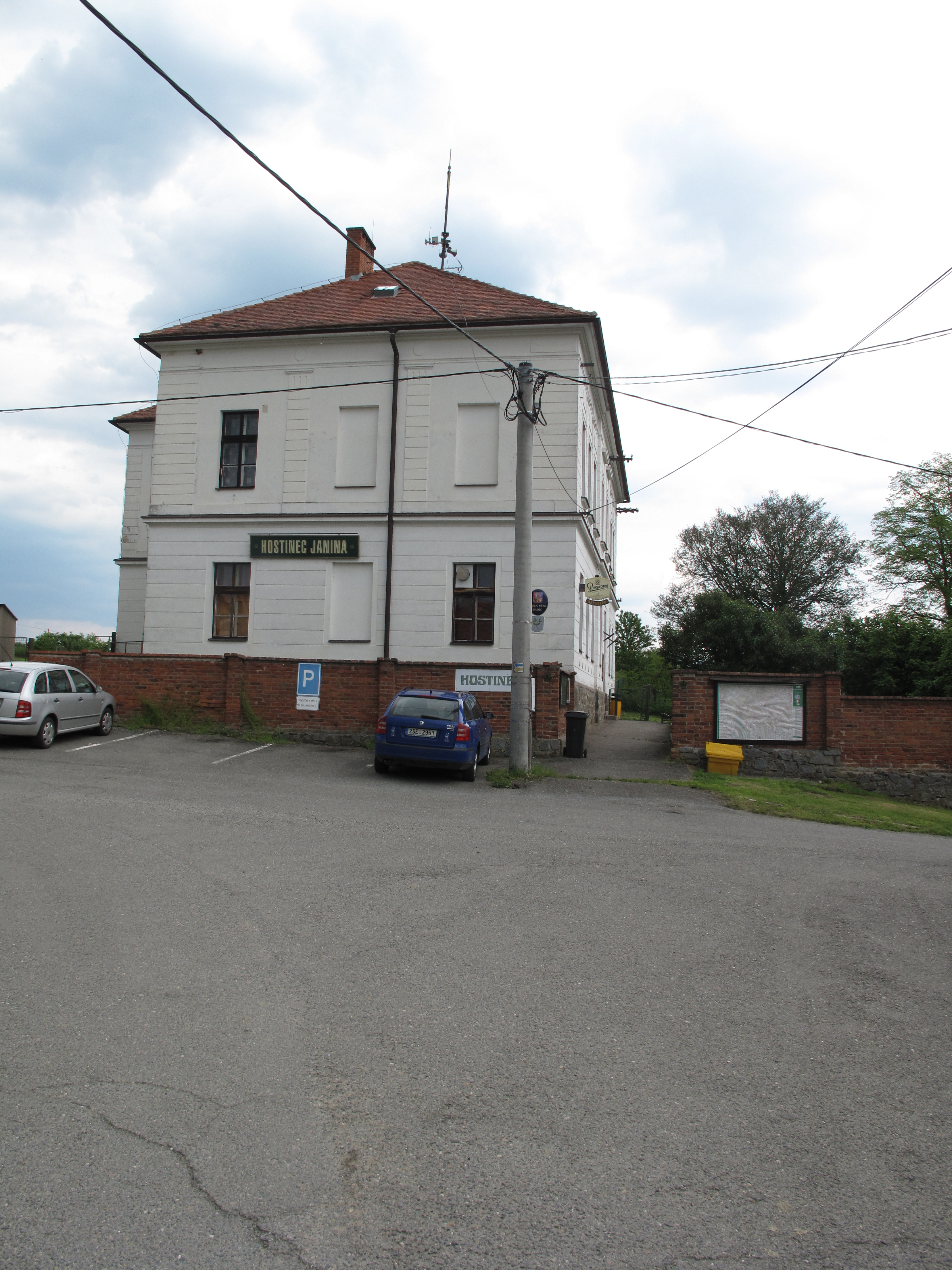
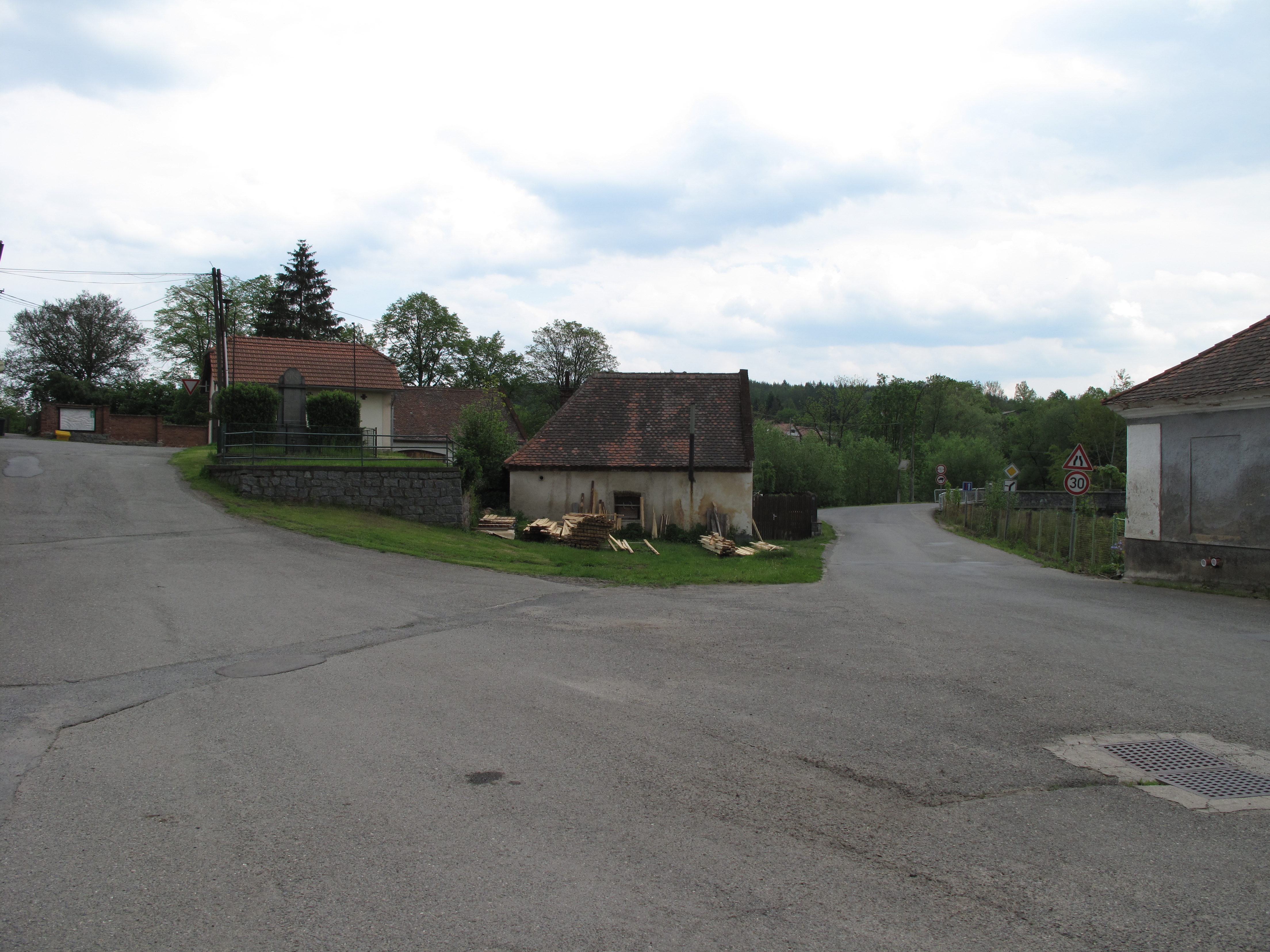